# Inmigración española en la República Dominicana
República Dominicana posee una importante comunidad española que se ha diseminado por todo el territorio nacional. La inmigración española a la isla de Santo Domingo, hunde sus raíces en el acontecimiento histórico protagonizado por Cristóbal Colón y sus acompañantes, el 5 de diciembre de 1492, que dio lugar al primer asentamiento europeo en el Nuevo Mundo. En una primera etapa, fueron mayoritariamente Andaluces, Castellanos, Extremeños, Canarios y en menor medida vascos. Desde mediados del siglo XVI se destaca la llegada de colonos canarios, lo que continuó durante los dos siglos siguientes. A mitad del siglo XVIII, atraídos por el incremento de la producción y comercio de tabaco, se produjo una inmigración de catalanes. Tras la independencia dominicana, en el último cuarto del siglo XIX se destaca la presencia de asturianos, mientras que a mediados del siglo XX, gallegos y castillo-leoneses, constituían mayoritariamente el componente inmigratorio español en República Dominicana.

## Influencia Española en la cultura Dominicana
Gran parte de los dominicanos son descendientes directos de las primeras oleadas migratorias al continente por parte de los europeos hoy en día la población es de origen mixto entre Europeos (mayormente españoles), Africanos y un poco de aporte indígena de los nativos taínos. Hoy en día la influencia Española en la República Dominicana es muy notoria, gran parte de los platillos tienen influencia Española, Africana y Taina debido al choque cultural que hubo en la isla en tiempos de colonización. Por ejemplo el Gofio Dominicano el cual en realidad es proveniente de las islas Canarias y es algo muy tradicional, también introdujeron el Arroz con Leche que aunque no es algo originario de España es algo que al final ellos introdujeron en el continente americano.  
Musicalmente también fueron muy influyentes ya que trajeron instrumentos como la guitarra la cual es muy popular en el sur de España  y se introdujo en el merengue dominicano a fines del siglo XIX. En sus orígenes, el merengue era interpretado con guitarras (Aporte español). Posteriormente las guitarras fueron sustituidas por el acordeón que junto con la güira y la tambora, forman la estructura instrumental del conjunto de merengue típico. 
También en algunos lugares de la República Dominicana donde la influencia española específicamente de pobladores Andaluces y Canarios fue gigantesca se puede observar como la práctica de la Tauromaquia y las corridas de toros son muy normales y comunes por ejemplo en lugares como el Seibo y Hato Mayor donde estas prácticas normalmente son llevadas en fiestas patronales. 

## Historia

### Descubrimiento de la isla en 1492.

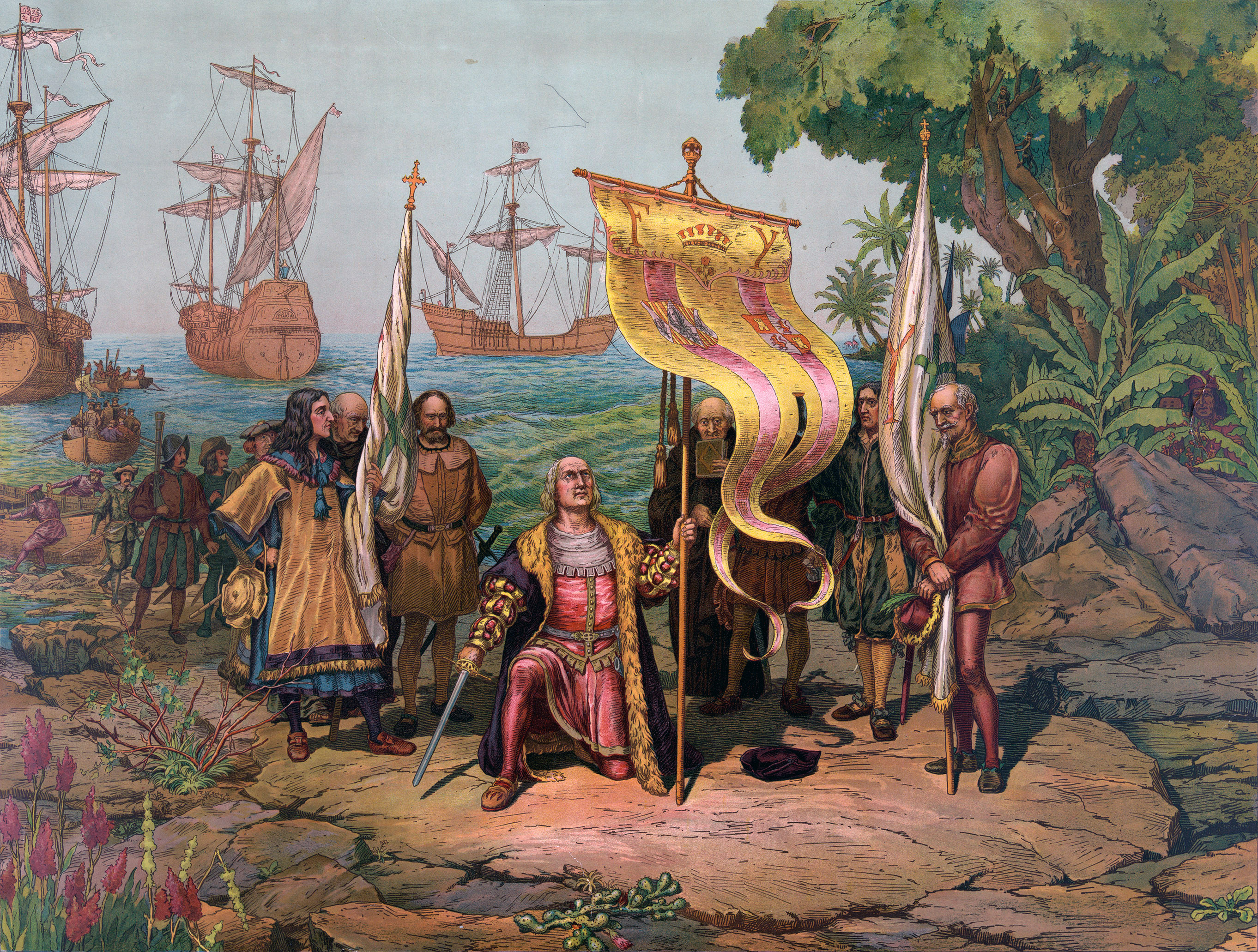
Llegada de Cristóbal Colón a la isla Española

Cristóbal Colón descubrió la isla el 5 de diciembre del 1492, bautizándola con el nombre de La Española. Al continuar la exploración de la costa norte, la carabela Santa María encalló en un banco de arena; con los restos de la nave, construyó el Fuerte de La Navidad. Entonces Colón ordenó regresar a España, dejando una guarnición de 39 hombres al mando de Diego de Arana. Al regresar a la isla durante su segundo viaje en 1493, Colón encontró que el Fuerte de La Navidad había sido atacado y destruido por indígenas a cargo del cacique Caonabo. Entonces decide construir La Isabela, la primera ciudad europea del Nuevo Mundo, y organizó varias expediciones al interior de la isla que resultaron en la construcción de algunas fortalezas y en el control del Cibao.Antes de partir a España, Colón dejó a cargo de la colonia a su hermano Bartolomé Colón quien fundó la ciudad de Santo Domingo en 1496. Pero los desórdenes y las sublevaciones motivaron que la Corona Española enviara a Francisco de Bobadilla para hacerse cargo de la situación, quien ordenó como primera medida la detención de Cristóbal Colón y su familia, quienes fueron embarcados hacia la Península. Le sucedió Nicolás de Ovando y luego el hijo del almirante, Diego Colón, entre los años 1509 y 1523. 
Durante la conquista y colonización, se estableció el primer Obispado (1504), la primera Capitanía General, el primer Virreinato y la primera Real Audiencia (1511) de toda América; se construyó la primera iglesia (Ermita del Rosario, 1496), el Hospital de San Nicolás (1503) y la primera catedral (1530), entre otras edificaciones. Durante el siglo XVI La Española gozó de buena posición económica y social; las primeras expediciones conquistadoras partían desde la isla. 
Pero desde finales de ese siglo y después de la conquista de los grandes territorios de América del Norte y América del Sur, la isla fue quedando relegada a un segundo plano, hundiéndose cada vez más en la pobreza y el olvido.

### Control Español en la Capitanía General de Santo Domingo.
Con la conquista del continente americano, La Española declinó rápidamente. La mayoría de los colonos españoles abandonaron la isla por las minas de plata de México, Perú y Bolivia, mientras que los nuevos inmigrantes españoles omitieron la isla. La agricultura disminuyó, las importaciones de nuevos esclavos cesó, y los colonos blancos, negros libres y esclavos por igual vivían en la pobreza, debilitándose la jerarquía racial y entremezclándose la ayuda, dando lugar a una predominantemente mezcla entre españoles, africanos, y taínos. A excepción de la ciudad de Santo Domingo, que logró mantener algunas exportaciones legales, los puertos dominicanos fueron forzados a confiar en el comercio de contrabando que junto con la ganadería, se convirtió en la única fuente de sustento para los habitantes de la isla. En 1586, Sir Francis Drake ocupó la ciudad de Santo Domingo, cobrando un rescate por su retorno al dominio español.
En 1605, España, descontenta de que Santo Domingo estaba facilitando el comercio entre sus otras colonias y otras potencias europeas, ordenó al gobernador Antonio de Osorio atacar las vastas zonas de las regiones norte y oeste de la colonia, forzando a sus habitantes a reasentarse más cerca de la ciudad de Santo Domingo. Esta acción, conocida como devastaciones de Osorio, resultaron desastrosas, más de la mitad de los colonos reubicados murieron de hambre o enfermedad. Los bucaneros inglés y franceses se aprovecharon de la retirada de España en una esquina de La Española para asentarse en la Isla de la Tortuga en 1629. Francia estableció un control directo en 1640, reorganizándola como una colonia oficial y ampliando la costa norte de la isla, cuyo extremo oeste España se lo cedió a Francia en 1697 bajo el Tratado de Ryswick. En 1655, Oliver Cromwell despachó una flota, comandada por el almirante Sir William Penn, a la conquista de Santo Domingo. Después de encontrarse con una fuerte resistencia, Penn se retiró, tomando la isla de Jamaica en su lugar.
La Casa de Borbón sustituyó a la Casa de Habsburgo en España en 1700 e introdujo reformas económicas que poco a poco comenzaron a reactivar el comercio en Santo Domingo. La corona mitigó progresivamente los rígidos controles y restricciones sobre el comercio entre España y las demás colonias. Las últimas flotas navegaron en 1737, el sistema portuario monopólico fue abolido poco después. A mediados del siglo, la población se vio reforzada por la emigración desde las Islas Canarias, el reasentamiento de la parte norte de la colonia y la plantación de tabaco en el Valle del Cibao, y la importación de esclavos fue renovada. La población de Santo Domingo pasó de cerca de 6,000 en 1737 a aproximadamente 125,000 en 1785. De esta cifra, según Antonio Sánchez Valverde, tan solo 15,000 eran negros esclavos (el 12% de la población) y el resto eran personas libres entre blancos, pardos y negros con un predominio de blancos y pardos. Sin embargo, seguía siendo pobre y abandonada, sobre todo en contraste con la parte occidental, del vecino francés de Saint-Domingue, que se convirtió en la colonia más rica en el Nuevo Mundo y tenía cuatro veces y medio el número de habitantes. A medida que las restricciones en el comercio colonial fueron relajadas, las élites coloniales de Saint-Domingue les ofrecieron el mercado principal a los exportadores de carne, cueros, caoba, y tabaco de Santo Domingo.
Con el estallido de la Revolución haitiana en 1791, las familias ricas urbanas vinculados a la burocracia colonial, huyeron de la isla, mientras que la mayoría de los hateros rurales (ganaderos) se mantuvieron, a pesar de que perdieron su principal mercado. España vio en los disturbios una oportunidad para aprovechar todas, o parte, del tercio occidental de la isla en una alianza de conveniencia con los ingleses y los esclavos rebeldes. Pero después de que los esclavos y los francés se reconciliaran, los españoles fueron derrotados por las fuerzas del general jacobino Toussaint Louverture, y en 1795, Francia obtuvo el control de toda la isla en virtud de los Tratados de Basilea. En 1801, Louverture arribó a Santo Domingo, para proclamar la abolición de la esclavitud en nombre de la República Francesa. Poco después, Napoleón envió un ejército que sometió toda la isla y la gobernó durante unos meses. Mulatos y negros de nuevo se levantaron en contra de estos franceses en octubre de 1802 y finalmente los derrotaron en noviembre de 1803. El 1 de enero de 1804 los vencedores declararon a Saint-Domingue como la república independiente de Haití. Incluso después de su derrota a manos de los haitianos, una pequeña guarnición francesa se mantuvo en Santo Domingo. La esclavitud fue restablecida y muchos de los colonos emigrantes españoles regresaron. En 1805, tras coronarse emperador, Jean-Jacques Dessalines invadió, llegando a Santo Domingo antes de retirarse ante un escuadrón naval francés. En su retirada a través del Cibao, los haitianos saquearon las ciudades de Santiago y Moca, matando a la mayoría de sus residentes y ayudando a sentar las bases de dos siglos de animosidad entre los dos países.
Los franceses ocuparon la parte oriental de la isla, hasta que fueron derrotados por los habitantes españoles en la Batalla de Palo Hincado el 7 de noviembre de 1808 y la capitulación definitiva del asediado Santo Domingo el 9 de julio de 1809, con la ayuda de la Marina Real Británica.
Las autoridades españolas mostraron poco interés en su colonia restaurada, y el período siguiente se recuerda como la España Boba.

### La Independencia de España y su posterior recuperación colonial.
El 8 de noviembre de 1821, Andrés Amarante encabeza en Beler un movimiento independentista y es proclamada la anexión a la República de Haití, una semana más tarde (15 de nov.) se repetiría esta acción en Montecristi. Estos hechos alarmaron a un grupo que planeaba la anexión a la Gran Colombia encabezado por José Núñez de Cáceres, quienes decidieron tomar la plaza militar en Santo Domingo y retener a don Pascual Real, gobernador español de la colonia.
A la mañana siguiente, el 1 de diciembre de 1821, fue declarada en Santo Domingo la independencia del Haití Español del Reino de España, con la idea de unirse al proyecto de la Gran Colombia de Simón Bolívar. Sin embargo, el 9 de febrero de 1822 Haití invadió a la República del Haití Español, pero en 1844 el lado hispano de la isla termina independizándose de dicho país bajo el nombre de República Dominicana y liderazgo del líder de la Trinitaria, Juan Pablo Duarte. Fue tiempo después de la independencia, cuando Pedro Santana fue nombrado presidente del país, pero él había heredado un gobierno en bancarrota. Tras fracasar en sus ofertas iniciales para asegurar la anexión a los EE.UU. o Francia, Santana inició negociaciones con la reina Isabel II de España y el capitán general de Cuba para volver la isla en una colonia española. La guerra civil estadounidense entregó a los Estados Unidos incapaces de hacer valer la doctrina Monroe. En España, el primer ministro don Leopoldo O'Donnell abogó por renovar la expansión colonial, llevando a cabo una campaña en el norte de Marruecos, que conquistó la ciudad de Tetuán. En marzo de 1861, Santana anexo oficialmente la República Dominicana a España.
Esta medida fue rechazada ampliamente y el 16 de agosto de 1863, se inició una guerra nacional de restauración en Santiago, donde los rebeldes establecieron un gobierno provisional. las tropas españolas volvieron a ocupar la ciudad, pero los rebeldes huyeron a las montañas a lo largo de la mal definida frontera con Haití. Santana inicialmente fue nombrado Capitán General de la nueva provincia española, pero pronto se hizo evidente que las autoridades españolas planeaban privarle de su poder, llevándolo a dimitir en 1862. Condenado a muerte por el gobierno provisional, Santana murió en circunstancias misteriosas en 1864, y se cree que se suicidó. Las restricciones sobre el comercio, la discriminación contra la mayoría de mulatos, los rumores de que España tenía la intención de volver a imponer la esclavitud, y una campaña impopular por el nuevo arzobispo español contra uniones extramatrimoniales, se extendieron después de décadas de abandono por parte de la Iglesia Católica, todos los resentimientos alimentados de la dominación española. Limitados a las grandes ciudades, el ejército español fue incapaz de derrotar la guerrilla o contener la insurrección, y sufrió fuertes pérdidas debido a la fiebre amarilla. las autoridades coloniales españolas alentaron a la reina Isabel II a abandonar la isla, ya que veían la ocupación como una pérdida sin sentido de tropas y dinero. Las últimas tropas españolas salieron antes de julio.

## Comunidades españolas en la República Dominicana

### Andaluces
Los andaluces jugaron un papel clave en la colonización y desarrollo de la República Dominicana, especialmente durante los primeros años de la conquista y colonización española. Al ser una de las regiones más cercanas a las rutas atlánticas, Andalucía fue una de las principales áreas desde las que salieron los colonos hacia América, incluidos muchos que se establecieron en La Española, gran parte de los dominicanos tienen alguna ascendencia parcial de esta región de España, incluso este flujo de colonos fue muy influyente en la forma de hablar de muchos países de la región incluyendo a la República Dominicana, algunas personalidades famosas de la República con orígenes Andaluces es por ejemplo el padre de la patria dominicana Juan Pablo Duarte, ya que su padre era proveniente de Vejer de la frontera localidad cercana a la ciudad de Cádiz en Andalucía.

### Canarios
Los descendientes de canarios son una comunidad importante en la República Dominicana. La mayoría de los canarios que emigraron a la República dominicana se asentaron en el país durante finales del siglo XVII y el siglo XVIII. La migración comenzó, si bien, ya en 1501 (o 1502), cuando Nicolás de Ovando deja Canarias con varias personas rumbo a la isla de Santo Domingo.  En el siglo XVI, según los historiadores de Puerto Rico, fueron exportados como esclavos a algunos guanches desde isla de Tenerife para Puerto Rico y la República Dominicana. De hecho, de acuerdo con los datos históricos, se llevaron esclavos blancos a la isla de Santo Domingo hasta 1534. Los únicos esclavos blancos que hasta la fecha tenía la Corona, eran los guanches. También había un pequeño flujo de colonos canarios que llegaron a la República Dominicana en la segunda mitad del siglo XVI, pero su lugar fue reemplazado por Cuba en los años 80 del mismo siglo con nuevos colonos canarios. Sin embargo, la República Dominicana a mediados del siglo XVII tenía, todavía, una población muy pequeña y sufrió dificultades económicas. Por lo tanto, se pensó que los franceses, que habían ocupado la parte occidental de la isla de Santo Domingo (ahora Haití), también podían tomar el este de la isla. Por lo tanto, las autoridades de Santo Domingo pidieron a la corona española el envío de familias canarias como la única forma de detener la expansión francesa. Así, para 1663 y por el Real Decreto del 6 de mayo se enviaron 800 familias canarias a la isla española, se supone que esto fue causado por el peligro de que los franceses se apoderaran de ella, ya que hasta ahora ellos ya habían ocupado lo que hoy es Haití.   Además, desde 1684, tras hacerse oficial el Tributo de sangre,  más de 220 familias canarias emigraron a la República Dominicana. De ellas, las primeras 97 familias canarias, llegadas a San Carlos de Tenerife (que en 1911 se convertirá en un barrio de Santo Domingo) en 1684, se dedicaron a la agricultura y la ganadería y crearon una corporación municipal y una iglesia para su patrona, Nuestra Señora de la Candelaria. Los canarios emigrados a Santiago de los Caballeros en las primeras décadas del siglo XVIII también desarrollaron una exclusiva milicia isleña. En Bánica e Hincha, fundadas por los canarios entre 1691 y 1702, respectivamente, desarrollaron una región ganadera que creció gracias al comercio con Haití. Otro grupo canario se asentó en la frontera con Haití para evitar la expansión territorial del país, fundando San Rafael de la Angostura, San Miguel de la Atalaya, Las Caobas y Dajabón y las zonas portuarias de interés estratégico, como los puertos de la Provincia de Monte Cristi en 1751, Puerto Plata (1736), Samana (1756) y Sabana de la Mar (1760). Los isleños eran, al menos por un tiempo, el grupo de más rápido crecimiento en la República Dominicana. También hubo grupos de canarios que se asentaron en Constanza, Baní, San José de Ocoa y en El Cibao ya en el siglo XIX y en los años 50 del siglo XX.